# Erazm Dembiński
Erazm Dembiński herbu Rawicz (zm. w 1613 roku) – dziekan krakowski i kantor sandomierski w 1571 roku, sekretarz królewski w 1576 roku, proboszcz wielicki w 1563 roku, proboszcz u kościoła św. Michała na Wawelu w 1575 roku.
Syn kasztelana krakowskiego Walentego.
Studiował w kraju i za granicą.